# Krupeț, Radîvîliv
Krupeț (în ucraineană Крупець) este localitatea de reședință a comunei Krupeț din raionul Radîvîliv, regiunea Rivne, Ucraina.

## Demografie
Componența lingvistică a localității Krupeț
     Ucraineană (99%)
     Alte limbi (0,59%)
Conform recensământului din 2001, majoritatea populației localității Krupeț era vorbitoare de ucraineană (99%), existând în minoritate și vorbitori de alte limbi.